# Strigocuscus celebensis
Strigocuscus celebensis là một loài động vật có vú trong họ Phalangeridae, bộ Hai răng cửa. Loài này được Gray mô tả năm 1858.